# Choose Me Again
"Choose Me Again" är en låt av det svenska rockbandet Monster från  1999. Den finns med på gruppens andra och sista studioalbum Gone, Gone, Gone/A Bash Dem (1999), men utgavs också som singel på Burning Heart Records samma år. Även b-sidan "Consolation Now" finns med på samma album.

## Låtlista
1. "Ain't Getting Nowhere"
2. "Consolation Now"

### Fotnoter
1. ↑  ”Choose Me Again”. Discogs.com. http://www.discogs.com/Monster-Choose-Me-Again/release/1465339. Läst 19 april 2012.